# 32516 Simoneieva
32516 Simoneieva este o planetă minoră (asteroid), cu un diametru de 2,44 km, din centura de asteroizi. A fost descoperită pe 16 iulie 2001 la Stația Anderson Mesa de Lowell Observatory Near-Earth-Object Search. 
Obiectul prezintă o orbită caracterizată de o semiaxă mare de 2,3037024 UAi, o excentricitate de 0,1, o înclinație de 6,54223 ° în raport cu ecliptica.